# Крофтон (Мериленд)
Крофтон (енгл. Crofton) насељено је место без административног статуса у америчкој савезној држави Мериленд.

## Демографија
По попису из 2010. године број становника је 27.348, што је 7.257 (36,1%) становника више него 2000. године.
| Група             | 2000.          | 2010.          |
| Белци             | 17.778 (88,5%) | 21.105 (77,2%) |
| Афроамериканци    | 1.031 (5,1%)   | 2.809 (10,3%)  |
| Азијати           | 469 (2,3%)     | 1.344 (4,9%)   |
| Хиспаноамериканци | 499 (2,5%)     | 1.298 (4,7%)   |
| Укупно            | 20.091         | 27.348         |